# Damion Lowe
Damion Onandi Lowe (ur. 5 maja 1993 w Kingston) – jamajski piłkarz występujący na pozycji środkowego obrońcy, reprezentant Jamajki, od 2023 roku zawodnik amerykańskiego Philadelphia Union.
Piłkarzem był również jego ojciec Onandi Lowe (napastnik m.in. Kansas City Wizards i Coventry City).

## Kariera klubowa
Lowe pochodzi ze stołecznego Kingston, jest najstarszym z dziesięciorga rodzeństwa. Wychowywał się na osiedlu Rockfort, uczęszczał do Galilee Basic School, a następnie Vaz Preparatory School. W piłkę nożną zaczynał grać w wieku pięciu lat, początkowo równocześnie trenował lekkoatletykę i krykieta. Jako dziewięciolatek rozpoczął występy w szkolnych rozgrywkach; początkowo w roli napastnika, po czym w wieku czternastu lat został przekwalifikowany na środkowego obrońcę. Po ukończeniu gimnazjum występował w międzymiastowych rozgrywkach ogólnokrajowych – w barwach reprezentacji miasta Kingston zdobył w 2006 roku szkolne mistrzostwo Jamajki do lat trzynastu, zaś w 2008 roku do lat piętnastu. Później był przez pewien czas uczniem znanej szkoły średniej Camperdown High School, terminował również w akademii juniorskiej klubu Harbour View FC.
W późniejszym czasie Lowe wyjechał do Stanów Zjednoczonych, aby kontynuować karierę na University of Hartford, w barwach uczelnianej drużyny Hartford Hawks. Tam spędził trzy lata, będąc wyróżniającym się graczem uniwersyteckich rozgrywek. W 2011 roku został wybrany do America East All-Tournament Team, w 2012 znalazł się w West Virginia University Nike Classic All-Tournament Team, natomiast w 2013 roku w All-America East Team oraz All-Northeast Second Team. Pełnił również rolę kapitana zespołu Hawks. W przerwie między semestrami był zawodnikiem ekipy Reading United z czwartego poziomu rozgrywek – USL Premier Development League. W sezonie 2013 został wybrany do najlepszej jedenastki konferencji wschodniej USL PDL (All-Eastern Conference Team), a także ogólnie do najlepszej drużyny sezonu (Premier Development All-League Team).
W styczniu 2014 Lowe podpisał umowę z programem Generation Adidas. Kilka dni później został wybrany w MLS SuperDraft (z ósmego miejsca) przez Seattle Sounders FC. Już w kwietniu 2014 doznał kontuzji biodra, w wyniku czego stracił większość swojego debiutanckiego sezonu. Przez dwa lata nie zdołał rozegrać żadnego meczu w pierwszym zespole Sounders i występował wyłącznie w rezerwach Seattle Sounders FC 2 na trzecim szczeblu rozgrywek – United Soccer League. W marcu 2016 został wypożyczony do ekipy Minnesota United FC z drugiego poziomu rozgrywkowego – North American Soccer League. Tam występował przez sezon, dając się poznać jako bardzo szybki, agresywnie i twardo grający stoper, stwarzający zagrożenie przy stałych fragmentach gry. W styczniu 2017 przeniósł się do trzecioligowego Tampa Bay Rowdies, gdzie jako filar defensywy grał przez pół roku.
W sierpniu 2017 Lowe przeszedł do norweskiego drugoligowca IK Start. Już na koniec sezonu 2017 awansował z ekipą z miasta Kristiansand do najwyższej klasy rozgrywkowej. W Eliteserien zadebiutował 2 kwietnia 2018 w przegranym 1:4 spotkaniu z Sandefjord.

## Kariera reprezentacyjna
W lutym 2013 Lowe został powołany przez Luciano Gamę do reprezentacji Jamajki U-20 na Mistrzostwa Ameryki Północnej U-20. Tam miał pewne miejsce w wyjściowym składzie, rozgrywając wszystkie trzy mecze od pierwszej minuty i strzelił gola w konfrontacji fazy grupowej z Portorykiem (4:1). Jego kadra odpadła natomiast z turnieju w ćwierćfinale, ulegając gospodarzom i późniejszym triumfatorom – Meksykowi (0:4). Nie zakwalifikowała się tym samym na Mistrzostwa Świata U-20 w Turcji.
W czerwcu 2015 Lowe znalazł się w ogłoszonym przez Miguela Coleya składzie reprezentacji Jamajki U-23 na karaibskie eliminacje do kontynentalnego turnieju kwalifikacyjnego do Igrzysk Olimpijskich w Rio de Janeiro. Wystąpił wówczas w pełnym wymiarze czasowym we wszystkich czterech spotkaniach, lecz Jamajczycy nie zakwalifikowali się ostatecznie na finałowy turniej eliminacyjny.
W seniorskiej reprezentacji Jamajki Lowe zadebiutował za kadencji selekcjonera Theodore’a Whitmore’a, 11 października 2016 w wygranym 4:2 po dogrywce meczu z Gujaną w ramach eliminacji do Pucharu Karaibów. Premierowego gola w kadrze narodowej strzelił natomiast 16 lutego 2017 w wygranym 1:0 sparingu z Hondurasem. W czerwcu 2017 został powołany na finały wspomnianego Puchar Karaibów, podczas których wystąpił w finałowym spotkaniu z Curaçao (1:2), a Jamajczycy po tej porażce zajęli drugie miejsce. Miesiąc później znalazł się w składzie na Złoty Puchar CONCACAF, gdzie stworzył podstawowy duet stoperów z doświadczonym Jermaine Taylorem i rozegrał wszystkie możliwe sześć meczów od pierwszej do ostatniej minuty. Jego drużyna dotarła natomiast do finału, ulegając w nim gospodarzom – USA (1:2).